# Репрезентација Уједињених Арапских Емирата у хокеју на леду
Хокејашка репрезентација Уједињених Арапских Емирата представља Уједињене Арапске Емирате на међународним такмичењима у хокеју на леду и под окриљем је Савеза хокеја на леду УАЕ. Придружена је чланица ИИХФ од 2001. године.

## Историјат
Дебитантски наступ на међународној сцени репрезентација УАЕ имала је у јуну 2008. на првом Арапском купу у хокеју на леду који је одржан управо у Емиратима (у Абу Дабију). Поред домаћина учествовале су још и селекције Марока, Кувајта и Алжира, а домаћи тим освојио је прво место победивши Кувајт у финалу са 4:1. Наредне године селекција УАЕ осваја и прво место на Азијском челенџ купу.
Године 2010. дебитовали су на Светском првенству (Дивизија III група А) поставши тако прва арапска нација која је учествовала на овом такмичењу. Такмичење су завршили на последњем 4. месту у групи са три пораза (против селекција Ирске, Луксембурга и Грчке).
Нису учествовали на Светском првенству дивизије III 2011. у Кејптауну (Јужна Африка) због учешћа селекције Израела на истом такмичењу.
На квалификацијама за Светско првенство дивизије III 2013. које су одржане у Абу Дабију освојили су прво место и тако се пласирали на финални турнир треће дивизије 2013. годину у Кејптауну где су заузели последње 6. место.

## Резултати на светским првенствима
| Год.  | Место      | Пласман      | Категорија (група)          |
| ----- | ---------- | ------------ | --------------------------- |
| 2010. | Кокелшер   | 4/4          | Дивизија , група А          |
| 2013. | Абу Даби   | 1/4          | Квалификације за Дивизију III  |
| 2013. | Кејптаун   | 6/6          | Дивизија                    |
| 2014. | Луксембург | 5/6 (45/46)  | Дивизија                    |
| 2015. | Измир      | 6/7 (46/47)  | Дивизија                    |
| 2016. | Истанбул   | ---          | Одустали од такмичења       |
| 2017. | Софија     | 7/8 (47/48)  | Дивизија                    |
| 2018. | Сарајево   | 3/4 (49/50)  | Дивизија III, квалификације |
| 2019. | Абу Даби   | 1/46 (47/52) | Дивизија III, квалификације |